# Presa di Fort-Dauphin (1794)
La presa di Fort-Dauphin  fu uno scontro senza spargimento di sangue avvenuto nell'ambito della rivoluzione haitiana tra una spedizione militare spagnola guidata da Gabriel de Aristizábal che assediò Fort-Liberté, allora chiamato Fort-Dauphin, ed i rivoluzionari francesi. La guarnigione coloniale francese, composta da un migliaio di uomini, si arrese senza sparare un sol colpo.

## La presa

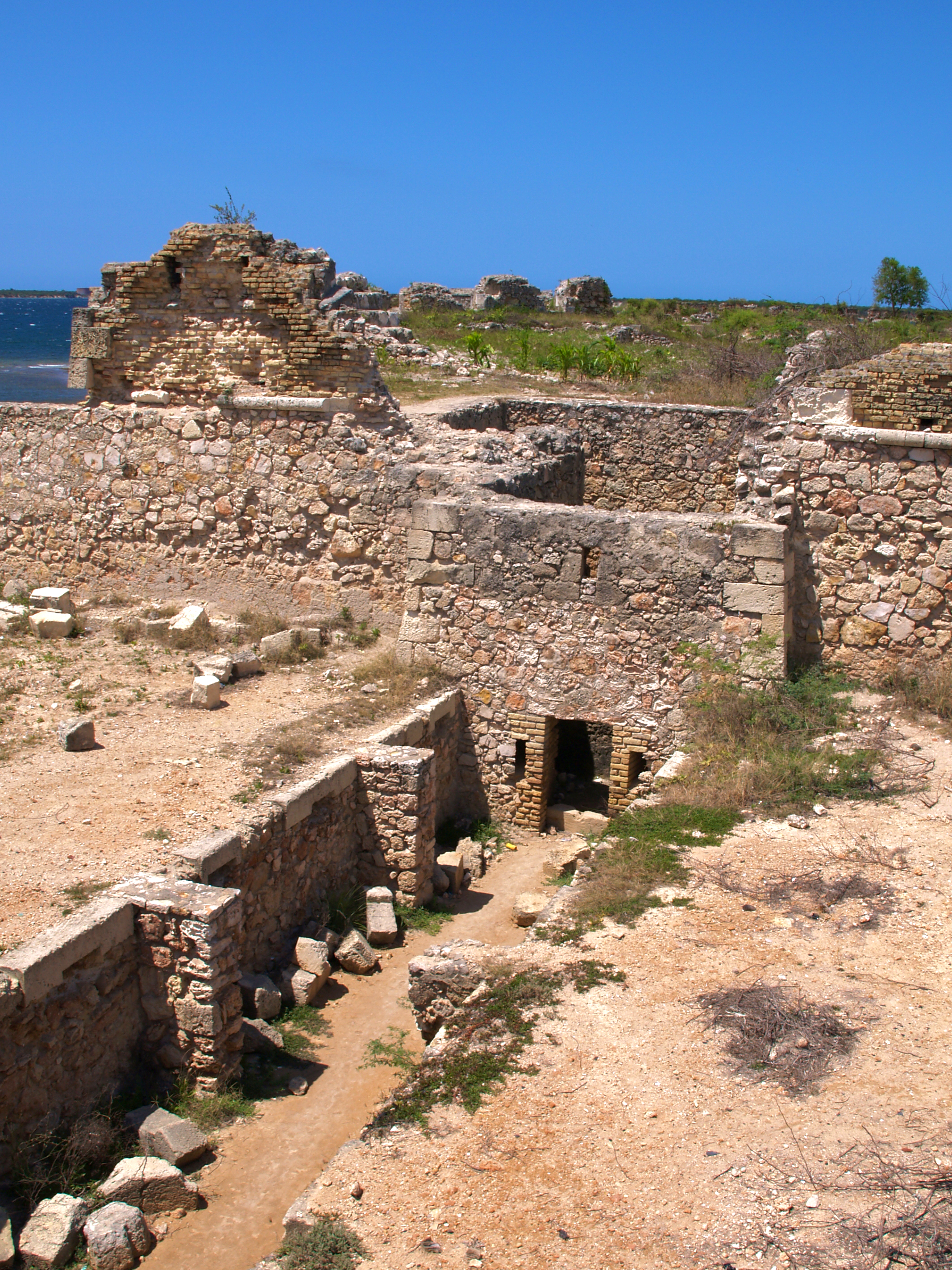
L'interno di Fort Liberté oggi

I francesi, bloccati per mare e per terra vennero costretti a capitolare. Quando gli spagnoli assediarono il forte, Candy, il comandante francese, venne arrestato ed inviato in Messico ai lavori forzati, mentre il resto dei prigionieri venne inviato in Francia.

## Conseguenze
Con la cattura di Pondicherry da parte degli inglesi nell'India Orientale come pure della Martinica, di Guadalupe, di Saint Lucia e di altre isole minori nelle Indie Occidentali, la cattura di Fort Dauphin da parte delle truppe spagnole segnò il declino della potenza coloniale francese nell'area dei caraibi.
Fort-Dauphin venne ribattezzato Fort-Liberté dai rivoluzionari nel 1820.